# Jacques-Antoine Dulaure
Pour les articles homonymes, voir Dulaure.
Jacques-Antoine Dulaure, né le 3 décembre 1755 à Clermont-Ferrand et mort le 18 août 1835 à Paris, est un archéologue, historien et homme politique français.

## Biographie
Dulaure fait de bonnes études au collège de Clermont, étudie le dessin et les mathématiques. Avant de commencer sa carrière littéraire, il s’adonne successivement à l’architecture et à la topographie. Il se rend à Paris au mois d’octobre 1779, et est admis comme élève chez l’architecte Rondelet, qui, après la mort de Soufflot, est chargé d’achever les travaux de l’église de Sainte-Geneviève, et, avant tout, de renforcer les piliers qui semblent ne pouvoir plus soutenir le dôme. Un jour que Dulaure, chargé de prendre des mesures verticales, marche dans l’intérieur, sur de hautes corniches, il est saisi d’un éblouissement, et près de tomber et de se briser sur les dalles du monument. Dès lors dégoûté de l’architecture, il veut être ingénieur-géographe.
Il travaille, sous la direction d’un ingénieur en chef, à la confection d’un canal projeté entre Bordeaux et Bayonne. la guerre de l’indépendance américaine ayant fait manquer cette entreprise, Dulaure se met à donner des leçons de géométrie. Il invente un instrument propre à la levée des plans et des cartes topographiques. Il soumet, en 1781, son invention à l’Académie des sciences : chargés de l’examiner, Rossut et Cousin font un rapport favorable.

### Débuts littéraires

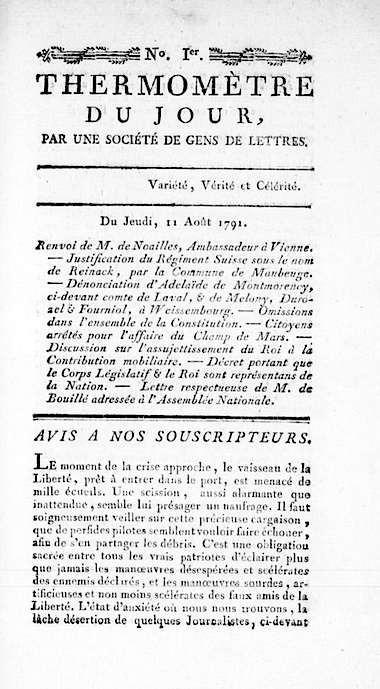
Le Thermomètre du jour, première page du no 1 (11 août 1791).

L’année suivante Dulaure commence une carrière littéraire, qui dure plus d’un demi-siècle. Ses premiers écrits sont des critiques sur quelques monuments de Paris, principalement sur l’Odéon qui venait d’être bâti sur l’ancien terrain de l’hôtel de Condé. Dulaure en fait une critique où il fait dialoguer, raisonner et critiquer les loges, les décorations et les murailles du bâtiment. Inspiré par les premières expériences aérostatiques, en 1784, il publie un court Retour de voyage dans la Lune, précédant ainsi Beffroy de Reigny, le « Cousin Jacques », qui, l'année suivante, commence son journal intitulé les Lunes.
Il parait avoir été chargé en 1785-1786 du compte-rendu des pièces de théâtre, dans Le Courrier lyrique et amusant, ou Passe-temps des toilettes de Dufrénoy, publication dans laquelle il introduit une partie archéologique.
En 1786, avec son essai sur la Pogonologie  (voir bibliographie) il se lance dans un essai, que l'on qualifierait aujourd'hui de psycho-sociologique, sur le port de la barbe dont il fait l'apologie, dans un siècle où il est de bon ton d'être glabre.
Il publie ensuite divers ouvrages où perce sa détestation des abus, des injustices, des fausses doctrines de l’Ancien Régime. On note ainsi sa Description de Paris et une Nouvelle Description des curiosités de Paris, où se mêlent des recommandations de voyage en forme de guide pour les étrangers et es attaques contre la monarchie. (1785), sa Description de Paris et de ses environs, ses Singularités historiques, etc. (1re éd., 1786). Vivement attaqué dans L'Année littéraire, Dulaure y opposa une réponse vigoureuse.
Il dirige la rédaction d’une imposante Description de la France par provinces (1788-1789, 6 vol.) lorsque le début de la Révolution, dont il adopte les principes, l'amène à interrompre ce travail.
Dulaure se lance alors dans l’action politique par ses brochures et par ses écrits périodiques publiés pendant près de trois ans. En 1790, il lance et rédige les journal Les Évangélistes du jour, éphémère publication de 16 numéros, « lourde et impuissante catapulte » contre les auteurs des Actes des Apôtres. Puis du 11 août 1791 au 25 août 1793, il fait paraître Le Thermomètre du jour, journal politique, s'associant au passage avec  Barthélemy Chaper (1766-1825), ; il fut d'abord imprimé par Langlois fils, puis par Anne Félicité Colombe.

## Député

### À la Convention nationale
La monarchie constitutionnelle, mise en place en application de la constitution du 3 septembre 1791, prend fin à l'issue de la journée du 10 août 1792 : les bataillons de fédérés bretons et marseillais et les insurgés des faubourgs de Paris prennent le palais des Tuileries. Louis XVI est destitué et incarcéré à la tour du Temple.   
En septembre 1792, Jacques-Antoine Dulaure est élu député du département du Puy-de-Dôme, le douzième et dernier, à la Convention nationale.  
Il siège sur les bancs de la Gironde. Lors du procès de Louis XVI, il vote la mort et rejette l'appel au peuple et le sursis à l'exécution de la peine. Le 13 avril 1793, il est absent lors du scrutin sur la mise en accusation de Jean-Paul Marat. Le 28 mai, il vote en faveur du rétablissement de la Commission des Douze. Au cours du printemps 1793, il publie une adresse destinée à ses électeurs. Le 8 août, dans une pétition lue à la Convention, Simone Évrard, la veuve de Marat, dénonce « les plus lâches de tous les folliculaires, les Carra, les Ducos, les Dulaure ».   
À partir de septembre 1793, Dulaure se retire dans le monastère Sainte-Perrine à Chaillot avec son collègue girondin Jean-Augustin Pénières (député de la Corrèze). Il n'est pas compris dans le décret d'arrestation des journées du 31 mai et 2 juin, ni dans celui du 3 octobre 1793 rendu par Jean-Pierre-André Amar, le rapporteur du Comité de Sûreté générale. Le 30 vendémiaire an II (21 octobre 1793), Dulaure est décrété d'accusation par Amar, au prétexte que « par une erreur involontaire, il n'a pas été compris dans le décret d'accusation que le comité vous a proposé ». Il gagne la Suisse avec le soutien de ses collègues girondins proscrits Joseph Bonet de Treyches (député de la Haute-Loire), Louis-Alexandre Devérité (député de la Somme) et Étienne Joseph Ferroux (député du Jura).  
En frimaire an III (décembre 1794), sur motion de son collègue du Puy-de-Dôme, Jean-Baptiste-Benoît Monestier, Dulaure est réintégré à la Convention nationale en même temps que les députés arrêtés pour avoir signé la protestation contre la journée du 2 juin. En germinal an III (avril 1795), Dulaure est envoyé en mission dans les manufactures d'armes de Tulle et de Bergerac, pour remplacer son collègue Pierre Paganel (député du Lot-et-Garonne). Il est rappelé en messidor (juillet).  

### Au Conseil des Cinq-Cents
Jacques-Antoine Dulaure est réélu député sous le Directoire par les départements de la Corrèze, de la Dordogne, et du Puy-de-Dôme. Il siège pour le Puy-de-Dôme au Conseil des Cinq-Cents. Il est tiré au sort pour rester jusqu'en prairial an V. 
En germinal an VI, le département du Puy-de-Dôme le réélit député pour la troisième fois.
Au Conseil des Cinq-Cents, il se signale par ses réflexions sur l’instruction publique.

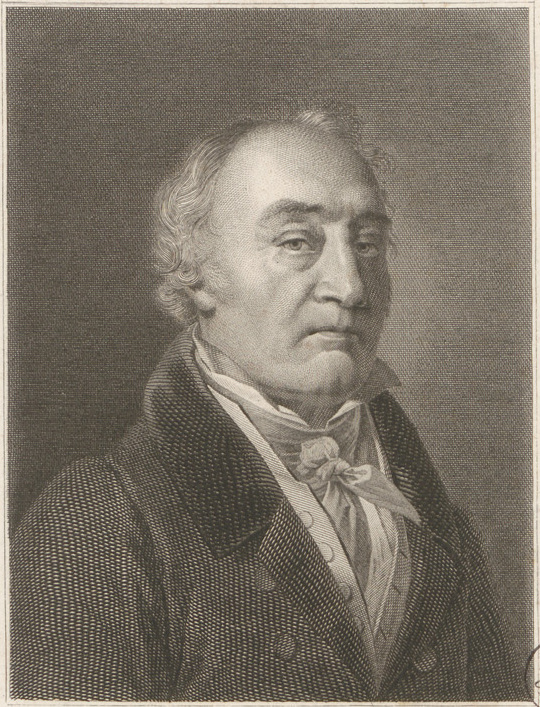
Portrait de Dulaure, 19ème c.

## Après le 18 brumaire
Après le coup d'État du 18 brumaire, Dulaure, qui s’était écrié « À bas le dictateur ! », renonce à la politique et rentre dans la vie privée, pour reprendre le cours de ses études historiques. Il obtient néanmoins, en 1808, dans une administration financière, une place de sous-chef, qui lui était devenue nécessaire par suite de la faillite d’un notaire de Paris, dépositaire de toute sa fortune.
En 1804, il participe en compagnie de Jacques Cambry, de Mangourit et d'Eloi Jouhanneau à la fondation de l’Académie celtique, ancêtre de la Société des antiquaires de France. Il rédige notamment le premier questionnaire ethnographique appliqué à la France.

## Sous la Restauration
En 1814, à la première Restauration, une circulaire, datée du 1er juillet, lui annonce qu’il n’est pas conservé dans la nouvelle organisation. Se voyant, dans un âge avancé, sans autres ressources autres que son talent, Dulaure y trouve des compensations suffisantes aux rigueurs du sort. Cantonné désormais dans les travaux historiques, il écrit beaucoup. Il a publié dans les Mémoires de la Société royale des Antiquaires de France plusieurs dissertations sur les Gaulois et laisse des manuscrits inédits.

## Œuvres
Ses nombreux ouvrages se rapportent presque tous à Paris, à la France et à la Révolution. Le plus important est son Histoire civile, physique et morale de Paris. Cet ouvrage, plein de recherches curieuses et de faits peu connus, qui accumule les accusations encourues par les rois et le clergé, souleva contre l’auteur les attaques les plus violentes des partisans de l’Ancien régime.
- Pogonologie, ou histoire philosophique de la barbe, Paris, Le Jay, 1786, 2 vol. Lire en ligne.
- Réclamation d’un Citoyen contre une nouvelle enceinte de Paris, élevée par les fermiers généraux, 1787, 32 p.[21].
- Description des principaux lieux de France, Paris, Lejay, 1789, 6 volumes (BNF 30371602) lire en ligne sur Gallica : 1. Provence, 2. Languedoc, 3. Aquitaine, 4. Poitou, 5. Auvergne, 6. Lyonnais, Bourbonnais
- Histoire critique de la noblesse depuis le commencement de la monarchie jusqu'à nos jours, Paris, Guillot, 1790, 327 p. (BNF 30371620)
- Liste des noms des ci-devant nobles, nobles de race, robins, prélats, financiers, intrigants, et de tous les aspirants à la noblesse ou escrocs d'icelle, avec des notes sur leurs familles, Paris, Garnery, c. 1790, 112 p. (BNF 35995030, lire en ligne)
- Vie privée des ecclésiastiques, prélats et autres fonctionnaires publics qui n'ont point prêté leur serment sur la Constitution civile du clergé, Paris, Garnéry, 1791, 3 parties en 1 volume (BNF 30371666)
- Étrennes à la Noblesse : ou Précis historique et critique sur l'origine des ci-devant ducs, comtes, barons etc., monseigneurs et grandeurs, etc., Londres et Paris, J. Thomas, 1791, 230 p. (BNF 30371613)
- Des Cultes qui ont précédé et amené l'idolâtrie : ou l'adoration des figures humaines, Paris, Fournier frères, 1805, 511 p. (BNF 30371599)
- Des Divinités génératrices : ou du culte du Phallus chez les anciens et les modernes, des cultes du dieu de Lampsaque, de Pan, de Vénus, etc., Paris, Dentu, 1805, 428 p. (BNF 30371604, lire en ligne)
- Les deux ouvrages précédents ont été regroupés ultérieurement sous le titre : Histoire abrégée des différents cultes, 2e édit., Paris, Guillaume, 1825, 2 vol.
- Crimes et forfaits de la noblesse et du clergé depuis le commencement de la monarchie jusqu'à nos jours, Paris, s.n., s.d. (BNF 38759695)
- Causes secrètes des excès de la Révolution : ou Réunion de témoignages qui prouvent que la famille des Bourbons, les chefs de l'émigration, sont les instigateurs de la mort de Louis XVI, du régime de la Terreur et des maux qui ont désolé la France avant et pendant la session de la Convention, Paris, Béchet, 1815, 140 p. (BNF 30371595)
- Esquisses historiques des principaux événemens de la Révolution française, depuis la convocation des États-Généraux jusqu'au rétablissement de la maison de Bourbon, Paris, Baudouin frères, 1823-1825, 5 volumes et une table (BNF 30371608) [lire en ligne sur Gallica : vol. 1, 2, 3, 4, 5 et table
- Histoire physique, civile et morale de Paris depuis les premiers temps historiques jusqu'à nos jours, Paris, Guillaume, 1829 (réimpr. 1825, 8 vol., avec des additions et des notes par J. L. Belin), 4e éd. (1re éd. 1821-1822), 10 tomes et un atlas, (BNF 36394803) ; [lire en ligne sur Gallica : tome I, II, III, IV, V, VI, VII, VIII, IX, X et Atlas
- Histoire physique, civile et morale des environs de Paris, depuis les premiers temps historiques jusqu'à nos jours, Paris, Guillaume, 1825-1828, 7 volumes (BNF 36396330)
- Histoire de la révolution française, depuis 1814 jusqu'à 1830, Paris, Poiré, 1838, 8 volumes (BNF 36283338)
- « La Fin de l'Histoire de la Restauration », dans Alphonse Maréchal, Histoire de la Révolution de 1830, Paris, Degorce-Cadot, coll. « Bibliothèque d'histoire », 1872, 504 p. (BNF 34030999, lire en ligne)
- Mémoires de Louvet avec une introduction par E. Maron. Mémoires de Dulaure avec une introduction par M. L. de La Sicotière, Paris, Poulet-Malassis, 1862, 452 p. (lire en ligne), p. 255-452